# Хід у відповідь
«Хід у відповідь» (рос. «Ответный ход») — радянський гостросюжетний фільм 1981 року, режисера Михайла Туманішвілі. Друга частина дилогії про військові навчання радянських десантників і морських піхотинців, розпочатої фільмом «У зоні особливої уваги».

## Сюжет
Закінчуються військові навчання «Щит». З'єднання кораблів угруповання «Південних», яким надано полки морської піхоти і повітряного десанту, повинні атакувати аеродром «Північних», що обороняється береговою батареєю, мотострілецьким полком і батальйоном охорони. Диверсанти «Північних», сховавшись в бункері муковоза, проникають в зону оточення «Південних» і захоплюють начальника штабу парашутно-десантного полку «Південних» з таємною документацією, роззброївши Тарасова з Волентіром, що охороняли його.
Командування «Південних» приймає рішення послати в тил «Північних» диверсійну групу в складі Тарасова, Волентіра і двох морпіхів: Швеця і Зинов'єву. Диверсанти захоплюють підполковника Морошкина з групи «Північних», який, як з'ясовується, навмисно підставився, сховавши на тілі радіомаяк. Тарасов розгадує задум і збиває погоню, сховавши маяк у вовні вівці. Диверсійна група проникає на берегову батарею і захоплює блок управління стрільбою. Потім по системі тунелів диверсанти проходять на аеродром «Північних», атакують пересувний командний пункт «Північних» і забирають у генерала Нефьодова секретні документи.
Командувач «Південними» відкриває командувачу навчаннями, що навмисно підставив під захоплення начальника штабу з документами, що містять дезінформацію, і наказує групі повертатися. Зуєв переслідує диверсантів на бронетранспортері БТР-60ПБ, але Волентір закриває йому огляд, внаслідок чого машина з'їжджає з берега в болото і тоне. Волентір важко поранений уламками моста. Швець і Тарасов допомагають «Північним» покинути затонулу машину, в той час як Зинов'єва їде на узбережжі і передає документи. «Південні» переходять у загальний наступ.

## У ролях
- Борис Галкін —  гвардії капітан Тарасов Віктор Павлович
- Міхай Волонтір —  гвардії прапорщик Волентір Олександр Іванович
- Анатолій Кузнецов —  гвардії підполковник Морошкин Геннадій Семенович, начальник контррозвідки «Північних»
- Вадим Спиридонов —  капітан Євген Швець
- Олена Глєбова —  сержант Антоніна Зинов'єва
- Олександр Пятков —  гвардії капітан Зуєв («Зуїч»)
- Анатолій Ромашин —  генерал-майор Нефьодов, командувач силами «Північних»
- Лаймонас Норейка —  контр-адмірал Губанов Віктор Сергійович, командувач силами «Південних»  (озвучування — Фелікс Яворський)
- Семен Морозов —  прапорщик на КПП
- Михайло Чигарьов —  гвардії підполковник Кочубей Борис Петрович
- Леонід Бєлозорович —  майор Буткеєв, начальник штабу «Північних»
- Михайло Ліщинський —  камео
- Володимир Маренков —  гвардії полковник Новиков, командир полку «Південних»
- Валерій Хромушкин —  офіцер-десантник в складі дорожньо-комендантського патруля
- Олександр Іншаков —  «водій» муковоза, прапорщик на батареї
- Данило Нетребін —  капітан 1 рангу Попов, начальник штабу «Південних»
- Валентина Березуцька —  жінка з отарою овець, епізод

## Знімальна група
- Режисер:  Михайло Туманішвілі
- Автор сценарію:  Євген Мєсяцев
- Оператор:  Борис Бондаренко
- Художник: Совєт Агоян
- Композитор:  Віктор Бабушкін
- Монтаж: Світлана Ляшинська
- Директор: Віталій Богуславський